# Forstleithen
Forstleithen (oberfränkisch: Dea Foaschd) ist ein Gemeindeteil des Marktes Thurnau im Landkreis Kulmbach (Oberfranken, Bayern). Forstleithen liegt in der Gemarkung Limmersdorf III.

## Geographie
Der Weiler liegt am Rande eines Hochplateaus, das gegen Osten abfällt. Im Westen ist Forstleithen von Acker- und Grünland umgeben, im Osten grenzt der Limmersdorfer Forst an. Dort entspringen die drei Quellbäche des Markgrafenbrunnenbaches, eines linken Zuflusses des Reuthbaches. Eine Gemeindeverbindungsstraße führt nach Limmersdorf zur Kreisstraße KU 17 (0,7 km westlich).

## Geschichte
1572 wurde „Forstleithen“ erstmals urkundlich erwähnt, schon damals in gleicher Schreibweise. Das Grundwort ist līte (mhd. für Abhang), das Bestimmungswort ist Forst. Der ursprüngliche Flurname entspricht den geographischen Verhältnissen. 1713 wurde ein kleiner Teil des Limmersdorfer Forstes urbar gemacht und die so entstandenen Flurstücke an 5 Söldengüter vergeben.
Gegen Ende des 18. Jahrhunderts bestand Forstleithen aus 7 Anwesen. Das Hochgericht sowie die Dorf- und Gemeindeherrschaft hatte das bayreuthische Vogteiamt Kasendorf. Grundherren waren das Kastenamt Kulmbach (1 Wirtshaus, 5 Sölden) und die Oberforstmeisterei Kulmbach-Oberpreuschwitz (1 Forsthaus).
Von 1797 bis 1810 unterstand der Ort dem Justiz- und Kammeramt Sanspareil. Mit dem Gemeindeedikt wurde Forstleithen 1812 dem Steuerdistrikt Limmersdorf zugewiesen. Mit dem Zweiten Gemeindeedikt (1818) entstand die provisorische Ruralgemeinde Forstleithen, zu der Buchhaus und Neuwirthshaus gehörten. 1819 wurde diese in die Ruralgemeinde Kasendorf eingegliedert, 1856 in die Ruralgemeinde Limmersdorf. Am 1. Mai 1978 wurde diese im Zuge der Gebietsreform in Bayern in den Markt Thurnau eingegliedert.

### Baudenkmal
- Haus Nr. 1: Ehemaliges Jagdschloss, das Anfang des 19. Jahrhunderts errichtet wurde
- Haus Nr. 5: Zweigeschossiger Hausteinbau, von zwei zu sechs Achsen, um Mitte des 18. Jahrhunderts. Mit Gurtgesims, Ecklisenen im Erdgeschoss, Walmdach. Im Hof hübscher Ziehbrunnen, wohl des 18. Jahrhunderts.[12]

### Einwohnerentwicklung
| Jahr      | 001818 | 001861 | 001871 | 001885 | 001900 | 001925 | 001950 | 001961 | 001970 | 001987 | 002006 |
| Einwohner | 45 *   | 34     | 42     | 46     | 26     | 24     | 49     | 38     | 31     | 16     | 28     |
| Häuser    | 7 *    |        |        | 6      | 7      | 6      | 7      | 7      |        | 6      |        |
| Quelle    | [ 10 ] | [ 14 ] | [ 15 ] | [ 16 ] | [ 17 ] | [ 18 ] | [ 19 ] | [ 20 ] | [ 21 ] | [ 22 ] |        |

## Religion
Der Ort ist evangelisch-lutherisch geprägt und nach St. Johannes der Täufer (Limmersdorf) gepfarrt.